# Національна дорога 28 (Польща)

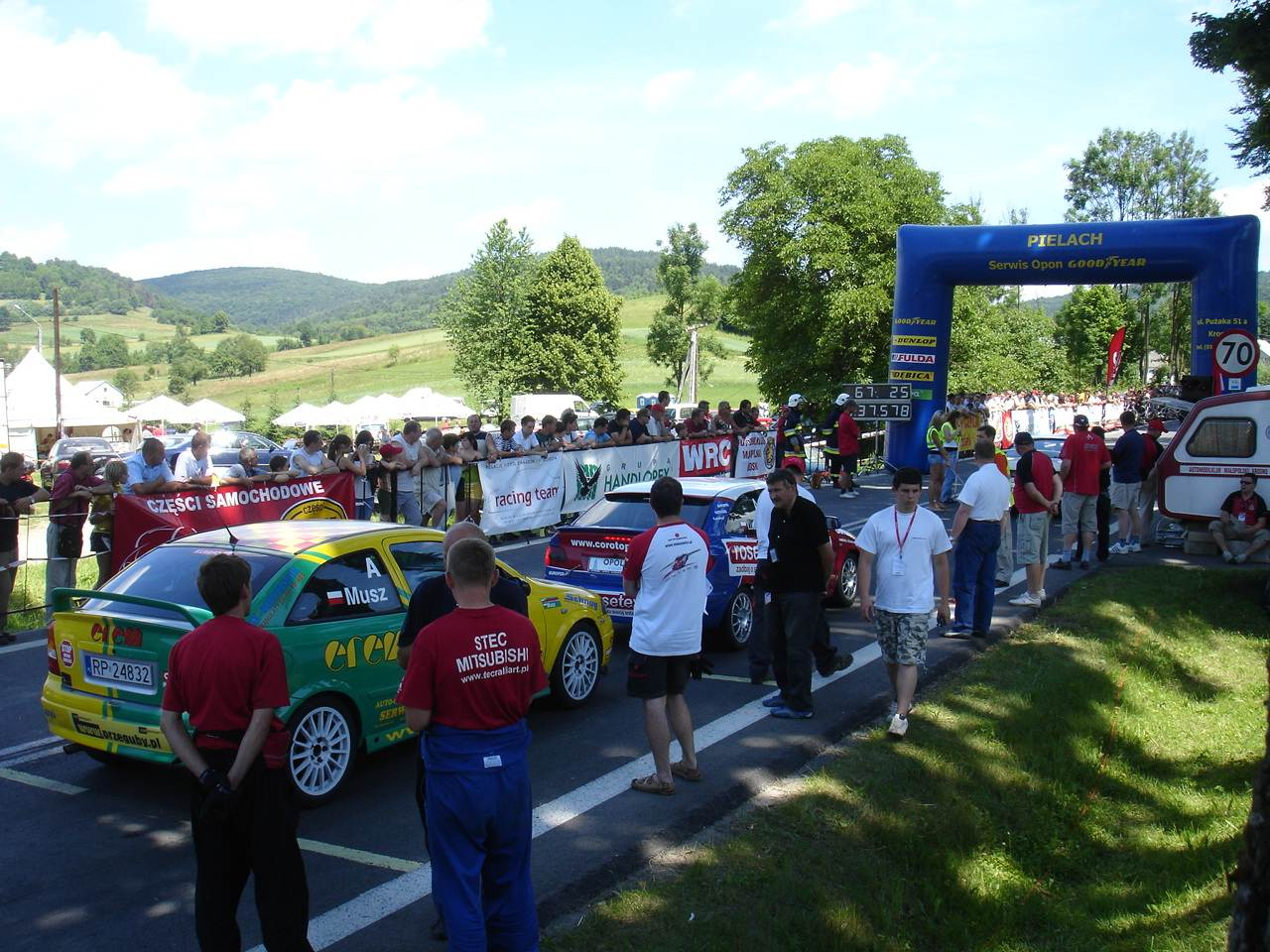
Бещадськ гірський перегон. Вуйське, частина дороги DK28. 2008 рік

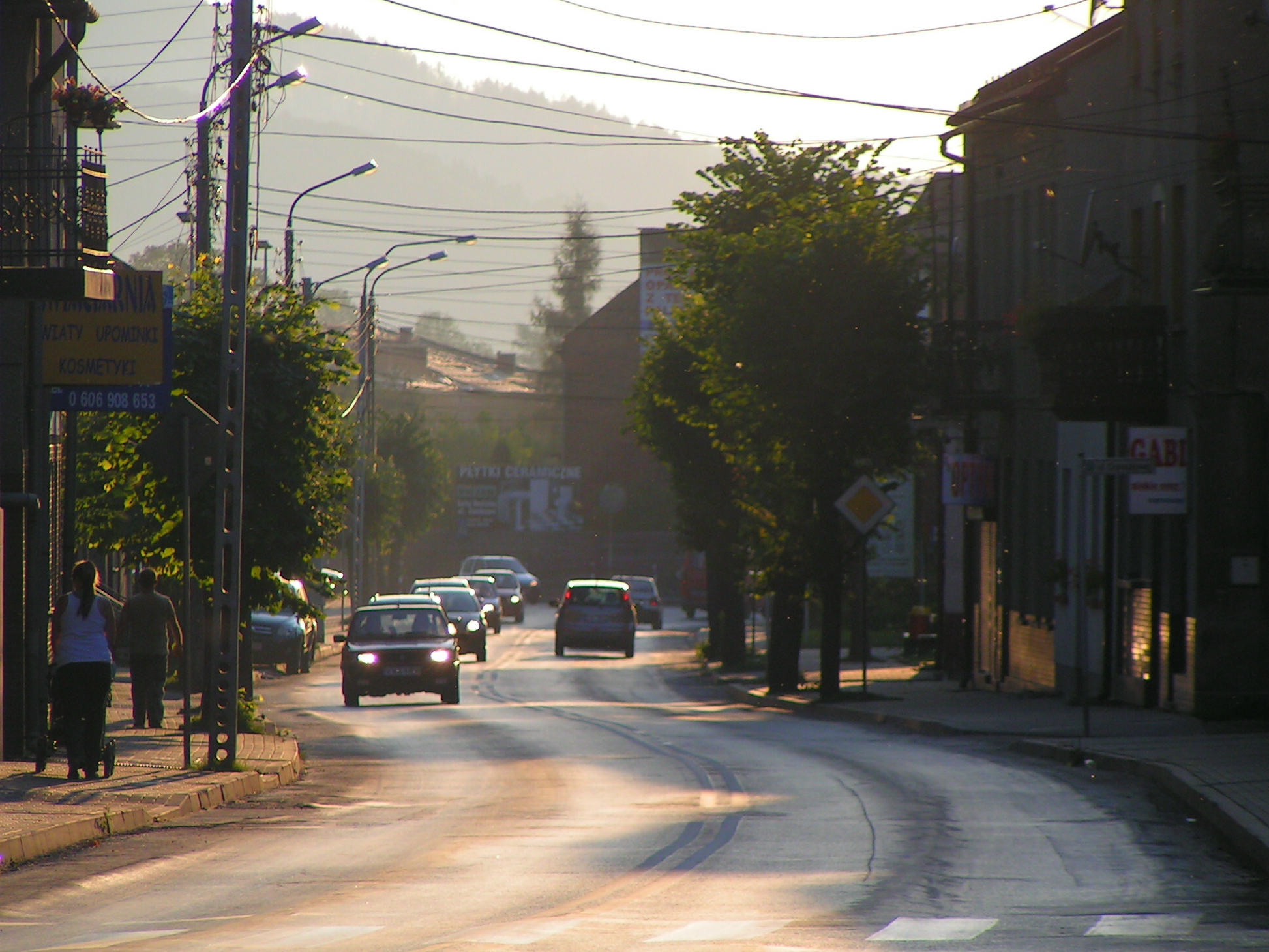
Макув Підгалянський, національна дорога 28 — вид з площі Ринок на Суху Бескідську

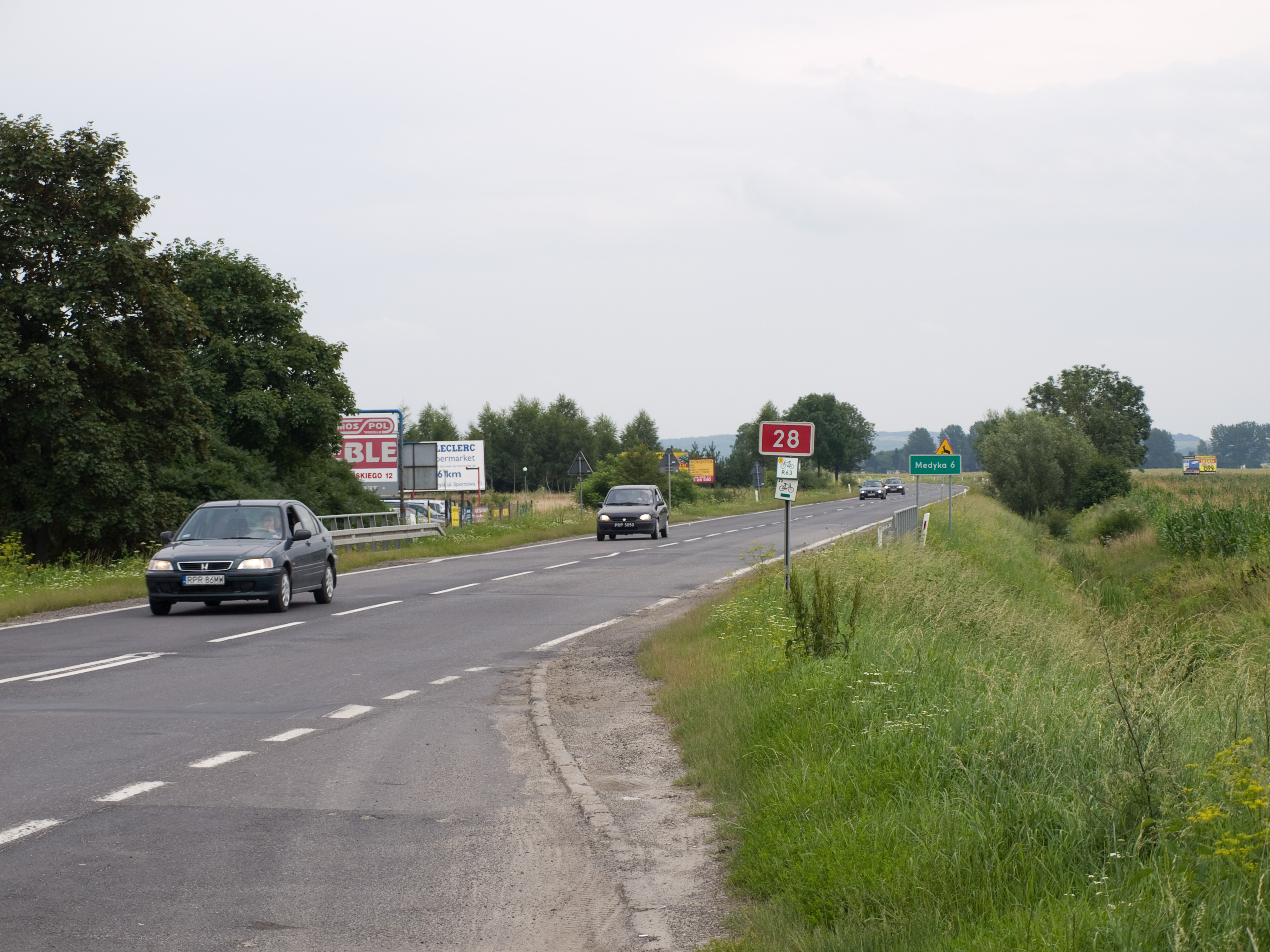
Перемишль — виїзд з міста в напрямку Медики

Національна дорога 28 (пол. Droga krajowa nr 28, DK28) — національна дорога класу GP та класу G на півдні Польщі, що проходить через воєводства: Малопольське та Підкарпатське. Має назву «Карпатський маршрут» (нім. Tatraer Reichsstraße).
Дорога проходить майже паралельно державній дорозі № 94 вздовж передгір'я Карпат. Із заходу на схід вона проходить через Сілезьке Поґуже, Маковські Бескиди, Острівні Бескиди, Сондецьку Котліну, Передгір'я Рожнов, Горлицьку западину, Ясельсько-Саноцькі Доли, Слонні гори та Пшемиське Поґуже. Але більш важливу комунікаційну роль у цьому районі відіграє національна дорога № 94, оскільки національна дорога № 28 є гірською дорогою з великою кількістю поворотів, що пов'язано з меншою безпекою та комфортом водіння. Проте характеризується великою туристичною цінністю. Закінчується маршрут на кордоні з Україною в Медиці. Дорога проходить паралельно лінії Поперечної залізниці на південь.
У Вуйському, на національній дорозі № 28, є стартова точка Бещадського гірського перегону, який організовується щорічно в червні за маршрутом Вуйське — вершина Слонних гір. Змагання зараховуються як етап Чемпіонату Польщі з гірського спорту.

## Історія
Спочатку як маршрут до 1918 року він знаходився в австрійській провінції Галичина. Так зване Татранське Райхштрассе (нім. Tatraer Reichsstraße) сполучало Бялу з Живцем, Суху Бескидзьку та Санок із Самбором на території сучасної України. З 1843 року маршрут позначається цифрою 82. У 1852 році була введена в експлуатацію ділянка з твердим покриттям від Сянока до Перемишля через Слонні гори. Наступного року Сянок та його околиці відвідав молодий Франц Йосиф І. Після 1918 року ця дорога 10 грудня 1920 року була включена до мережі доріг Польщі. До 1945 року належала до мережі доріг Генерал-губернаторства як дорога «24 маршрут».
У 1985 році польська мережа доріг була реорганізована. Існуючі національні дороги були перейменовані та позначені. Ділянка, що сполучає Затор із Вадовіце, була позначена як національна дорога № 950, подальший курс на Перемишль позначено як національна дорога № 98. У 2000 році нумерація доріг знову змінилася — тоді № 98 змінили на 28.

## Допустиме навантаження на вісь
З 13 березня 2021 року допускається рух транспортних засобів з навантаженням на одну ведучу вісь до 11,5 тонн.

## Міста вздовж маршруту 28
- Затор (DK44)
- Вадовиці (DK52)
- Зембжиці
- Суха-Бескидзька
- Маків-Підгалянський
- Йорданув
- Скомельна-Біла (S7)
- Рабка-Здруй (S7, DK7, DK47) — кільцева дорога
- Мшана-Дольна (DW968)
- Ліманова
- Новий Сонч (DK75, DK87)
- Грибів
- Горлиці — кільцева дорога
- Бєч — кільцева дорога
- Ясло (DK73) — кільцева дорога
- Коросно (DW990, DW991) — міжміська траса
- Мейсце-Пястове (DK19)
- Риманів (DW887)
- Заболотці (DW886)
- Сянок (DК84) — кільцева дорога
- Бірча
- Красичин
- Перемишль (DK77, DW884, DW885)
- Медика — прикордонний пункт з Україною